# Mario Forte
Mario Forte (Napoli, 22 settembre 1936 – Napoli, 11 agosto 2025) è stato un politico italiano, esponente della Democrazia Cristiana e già parlamentare europeo nonché sindaco di Napoli.

## Biografia
È stato eletto deputato europeo alle elezioni del 1989 per la lista della DC. È stato membro della Commissione per i bilanci, della Delegazione per le relazioni con il Giappone, dell'Assemblea paritetica della convenzione fra gli Stati dell'Africa, dei Caraibi e del Pacifico e la Comunità economica europea (ACP-CEE), della Commissione per le libertà pubbliche e gli affari interni, della Commissione per le petizioni, della Delegazione alla Commissione parlamentare mista CE-Spazio economico europeo, della Commissione per gli affari esteri e la sicurezza.
Era fratello di monsignor Bruno Forte.